# アンデシュ・ファンネメル
アンデシュ・ファンネメル（Anders Fannemel、1991年5月13日 - ）はノルウェー、ソグン・オ・フィヨーラネ県Hornindal出身のスキージャンプ選手である。

## プロフィール
ファンネメルは当初バイアスロンに親しみ、2004年からスキージャンプに専念し始めた。
2007年9月8日にスウェーデンのファルンで行われたFISカップで国際大会にデビュー、30位となった。翌年10月12日、スイス・アインジーデルンのFISカップでは優勝した。
2009年8月23日にはノルウェー・リレハンメルでスキージャンプ・コンチネンタルカップ初優勝。同年12月5日同地で行われたスキージャンプ・ワールドカップに開催国枠で初出場、10位という好成績を残した。
2011年のノルディックスキージュニア世界選手権では個人戦4位、団体戦3位、2012年2月11日のワールドカップ団体戦では優勝、続いて行われた2012年スキーフライング世界選手権で自己最長の244.5mを記録した。
2012年11月25日のリレハンメル大会でワールドカップ自己最高位となる2位、シーズン総合は26位となった。
2014年ソチオリンピックではノーマル15位、ラージヒル5位入賞、団体では4位となった。
2014-2015シーズンは好調で、2014年12月13日にニジニ・タギル（ ロシア）の試合でワールドカップ初勝利を挙げると2015年2月8日にティティゼー＝ノイシュタットで2勝目、2015年2月15日にヴィケルスンジャンプ競技場で行われたフライングワールドカップでは251.5mのジャンプを成功させ、前日にペテル・プレヴツが記録した250.0mの世界最長記録を更新した。ただしこの試合トータルでは2本目に飛距離が伸びず2位だった。この年の世界選手権では団体戦金メダルのメンバーとなった。
2016年スキーフライング世界選手権および2017年ノルディックスキー世界選手権では、それぞれ団体戦のメダリストとなった。
2019年7月、練習中に転倒し膝に受傷した。
ファンネメルには3人のきょうだいがおり、そのうち姉のエリーネとアンデシュの双子のアイナールはともにバイアスロン選手、また二人の従兄弟ロレンツとブレーデはともにスキージャンプ選手である。